# 草壁カゲロヲ
草壁 カゲロヲ（くさかべ カゲロヲ、1971年9月 - ）は日本の俳優。

## 人物
1991年10月、劇団維新派に入団後『虹市』より役者として始動。
1997年11月、維新派に所属しながら近藤和見らと共に、Lowo=Tar=Voga（現VOGA）を結成。
以後、VOGAのほぼ全ての作品に出演。同劇団座長。

## 略歴
- 1991年10月　劇団維新派に入団。
- 1992年3月　維新派『虹市』出演
- 1993年3月　維新派『ノスタルジア』（出演：ムサシ役）
- 1994年10月 維新派『青空』出演
- 1995年11月 維新派『青空』出演
- 1996年10月 維新派『ROMANCE』出演
- 1997年10月 維新派『南風』出演（出演：イクオ役）
- 1997年11月 維新派に在籍しながら、近藤和見とともにLowo=Tar=Voga(現・VOGA)を結成し、代表となる
- 1998年10月　維新派『王国』（出演：聖バタヤ役）
- 1999年10月　維新派『水街』出演
- 2000年3月　 維新派『水町』出演　 ※オーストラリア公演に出演後、維新派を退団
- 2013年2月　WI'RE『ひとがた＃2』アトリエ劇研（出演）

## VOGA
- 1999年5月　第1回本公演『漆黒の風に記名せよ』出演　(脚本・演出：近藤和見）
- 2001年5月　第2回本公演『葉洩れ陽のジギタリス』出演
- 2002年2月　第3回本公演『数独I =Phenomenon=』出演
- 2003年10月　Lowo=Tar=Voga Performance Tour『isotope』出演
- 2004年11月『結婚は、“私”を改造できるか』出演（エメスズキ×ロヲ＝タァル＝ヴォガ　共同作品）
- 2006年1月　第4回本公演『Ato-Saki』出演
- 2006年6月 　Lowo=Tar=Voga 晩餐会 『AMEN 〜アーメン〜】出演
- 2006年10月　Lowo=Tar=Voga『漆黒の風に記名せよ［改変版］』出演
- 2007年1月　第5回本公演・新春大興行『YANAGITA』出演
- 2007年9月　結成10周年記念公演『新青年』出演
- 2010年2月　 Lowo=Tar=Voga『SILVER 30』出演
- 2010年10月　Lowo=Tar=Voga『鳥がいない』出演
- 2011年10月-2012年1月　第8回本公演『Ato-Saki』出演
- 2013年10月　第9回本公演『DIGITALIS 〜隠サレヌ恋〜』出演
- 2014年10月　第10回本公演『Vector』（京都・石清水八幡宮野外特設舞台)